# Scooby-Doo és a szamuráj kardja
A Scooby-Doo és a szamuráj kardja (eredeti cím: Scooby-Doo! and the Samurai Sword) 2009-ben bemutatott amerikai televíziós 2D-s számítógépes animációs film, amelynek a rendezője Christopher Berkeley, a producere, és az írója Joe Sichta, a zeneszerzője Thomas Chase Jones. A film a Warner Bros. Animation gyártásában készült, a Warner Home Video forgalmazásában jelent meg. Műfaját tekintve filmvígjáték.
Amerikában 2009. április 9-én mutatták be a DVD-n.

## Cselekmény
A történet szerint a Rejtély Rt. Japánba utazik, ahol Diána részt kíván venni egy küzdősportversenyen. Épp Diána japán barátjával, Miyumi-val találkoznak, amikor is egy új szörnnyel támad gondjuk. A csapat mindent megtesz, hogy leleplezze a bosszúálló szellem, a Fekete Szamuráj mögött álló személyt.

## Szereplők
| Szereplő      | Eredeti hang   | Magyar hang         |
| ------------- | -------------- | ------------------- |
| Scooby-Doo    | Frank Welker   | Melis Gábor         |
| Fred          | Frank Welker   | Markovics Tamás     |
| Bozont        | Casey Kasem    | Fekete Zoltán       |
| Diána         | Grey DeLisle   | Hámori Eszter       |
| Vilma         | Mindy Cohn     | Madarász Éva        |
| Miyumi        | Kelly Hu       | Nagy-Németh Borbála |
| Miss Mirimoto | Kelly Hu       | Menszátor Magdolna  |
| Mr. Takagawa  | Sab Shimono    | Csuha Lajos         |
| Matsuhiro     | Keone Young    | Pálfai Péter        |
| Kenji         | Gedde Watanabe | Szatory Dávid       |
| Zöld Sárkány  | Brian Cox      | Faragó András       |